# Metabraxas
Metabraxas is een geslacht van vlinders van de familie spanners (Geometridae), uit de onderfamilie Ennominae.

## Soorten
- M. atrogrisea Inoue, 1992
- M. clerica Butler, 1881
- M. coryneta Swinhoe, 1894
- M. fasciata Swinhoe, 1894
- M. incompositaria Leech, 1897
- M. inconfusa Warren, 1894
- M. nigromarginaria Leech, 1897
- M. parvula Wehrli, 1934
- M. paucimaculata Inoue, 1955
- M. phidola Prout, 1928
- M. regularis Warren, 1893
- M. rubrotincta Inoue, 1986
- M. rufonotaria Leech, 1897
- M. tincta Hampson, 1895